# ألفرد باوتشر
ألفرد باوتشر (بالفرنسية: Alfred Boucher)‏ هو نحات فرنسي، ولد في 23 سبتمبر 1850 في Nogent-sur-Seine ‏ في فرنسا، وتوفي في 18 أغسطس 1934 في إيكس ليه با في فرنسا.